# Загрязнение пресных вод

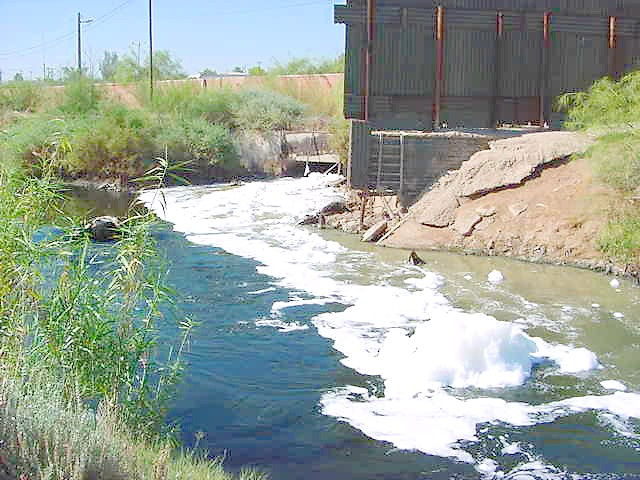
Мыльная пена по берегам реки Нью-Ривер (Калифорния)

Загрязнение пресных вод — попадание различных загрязнителей в воды рек, озер, подземных вод. Происходит при прямом или непрямом попадании загрязнителей в воду в отсутствие качественных мер по очистке и удалению вредных веществ.
В большинстве случаев загрязнение пресных вод остаётся невидимым, поскольку загрязнители растворены в воде. Но есть и исключения: пенящиеся моющие средства, а также плавающие на поверхности нефтепродукты и неочищенные стоки. Есть несколько природных загрязнителей. Находящиеся в земле соединения алюминия попадают в систему пресных водоёмов в результате химических реакций. Паводки вымывают из почвы лугов соединения магния, которые наносят огромный ущерб рыбным запасам.
Однако объём естественных загрязняющих веществ ничтожен по сравнению с производимым человеком. Ежегодно в водные бассейны попадают тысячи химических веществ с непредсказуемым действием, многие из которых представляют собой новые химические соединения. В воде могут быть обнаружены повышенные концентрации токсичных тяжёлых металлов (как кадмия, ртути, свинца, хрома), пестициды, нитраты и фосфаты, нефтепродукты, поверхностно-активные вещества (ПАВ’ы), лекарственные препараты и гормоны, которые также могут попасть в питьевую воду. Как известно, ежегодно в моря и океаны попадает до 12 млн тонн нефти.
Определённый вклад в повышение концентрации тяжёлых металлов в воде вносят и кислотные дожди. Они способны растворять в грунте минералы, что приводит к увеличению содержания в воде ионов тяжёлых металлов.
Сброс неочищенных сточных вод в водные источники приводит к микробиологическим загрязнениям воды. По оценкам Всемирной организации здравоохранения (ВОЗ) 80 % заболеваний в мире вызваны неподобающим качеством и антисанитарным состоянием воды. В сельской местности проблема качества воды стоит особенно остро — около 90 % всех сельских жителей в мире постоянно пользуются для питья и купания загрязненной водой.
Источники загрязнения:

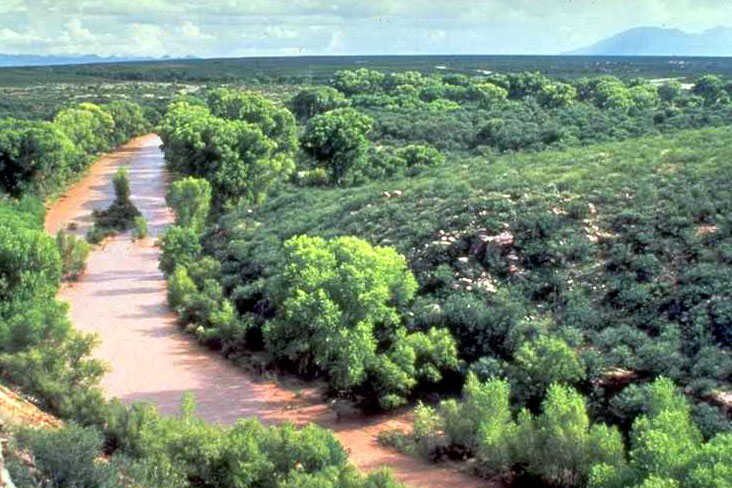
Загрязнение реки нерастворимым осадком

- Загрязнители попадают в пресную воду различными путями: в результате несчастных случаев, намеренных сбросов отходов, проливов и утечек.
- Крупнейший потенциальный источник загрязнения — фермерские хозяйства, занимающие в Англии и Уэльсе почти 80 % земель. Часть покрывающего почву необработанного навоза животных проникает в источники пресной воды.
- Кроме того, фермеры Англии и Уэльса ежегодно вносят в почву 2,5 млн тонн азота, фосфора и калия, и часть этих удобрений попадает в пресную воду. Некоторые из них — стойкие органические соединения, проникающие в пищевые цепи и вызывающие экологические проблемы. Сегодня в Великобритании свёртывают производство хлорорганических соединений, выпускаемых в больших количествах в 1950-е гг.
- Всё большую угрозу для пресноводных водоёмов представляют стоки, сбрасываемые рыбоводными хозяйствами, ввиду широкого применения ими фармацевтических средств борьбы с болезнями рыб.
- Быстрое загрязнение подземных вод вокруг городов. Источник — возрастающее число загрязнённых скважин вследствие неправильной эксплуатации.
- Лесные хозяйства и открытый дренаж — источники большого количества веществ, попадающих в пресную воду, в первую очередь железа, алюминия и кадмия. С ростом деревьев кислотность лесной почвы увеличивается, и проливные дожди образуют очень кислые стоки, губительные для живой природы.
- Попав в реку, навозная жижа может стать причиной серьёзной экологической катастрофы, так как её концентрация в 100 раз больше, чем у сточных вод, обработанных на очистных сооружениях.
- Атмосферное загрязнение пресной воды особенно пагубно. Есть два вида таких загрязнителей: грубодисперсные (зола, сажа, пыль и капельки жидкости) и газы (сернистый газ и двуокись азота). Все они — продукты промышленной или с/х деятельности. Когда в дождевой капле эти газы соединяются с водой, образуются концентрированные кислоты — серная и азотная.

## Распространение загрязнителей

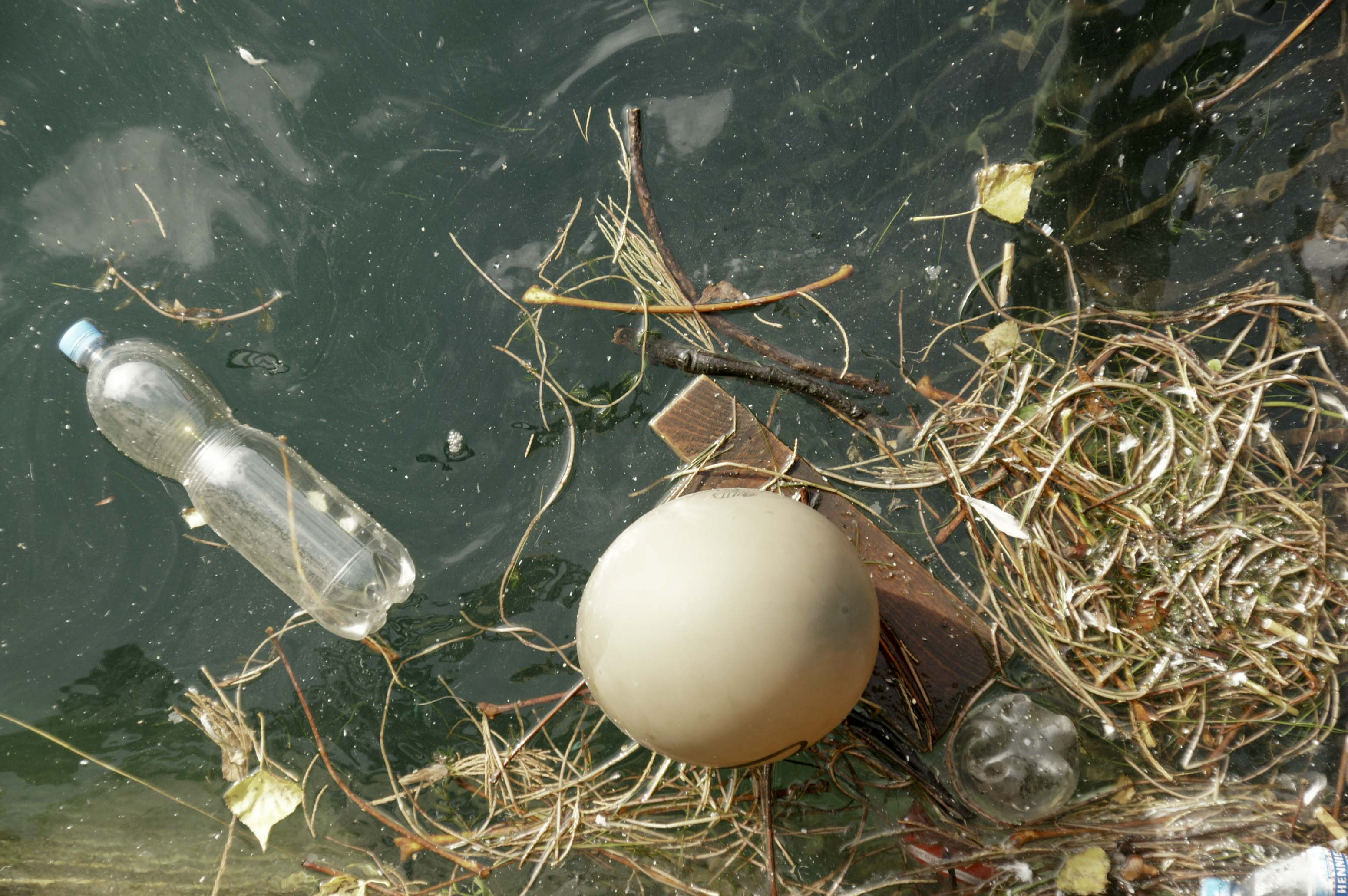
Загрязнение вод бытовым мусором

Твёрдые и жидкие загрязняющие вещества попадают из почвы в источники водоснабжения в результате т. н. выщелачивания. Небольшие количества сваленных на землю отходов растворяются дождём и попадают в грунтовые воды, а затем в местные ручьи и реки. Жидкие отходы быстрее проникают в источники пресной воды. Растворы для опрыскивания сельскохозяйственных культур либо теряют свою активность при контакте с почвой, либо попадают в местные реки, либо выщелачиваются в земле и проникают в грунтовые воды. До 80 % таких растворов тратятся впустую, так как их большинство просто попадает в почву.
Время, требуемое для проникновения загрязнителей (нитратов или фосфатов) из почвы в грунтовые воды, точно неизвестно, но во многих случаях этот процесс может длиться десятки тысяч лет. Загрязняющие вещества, поступающие в окружающую среду от промышленных предприятий, называют промышленными стоками и выбросами.
Всё большую актуальность приобретает загрязнение подземных вод. С помощью современных технологий человек всё интенсивнее использует подземные воды, истощая и загрязняя их.
Вокруг городов бурно развивается частное строительство жилья и мелких предприятий, с автономным водоснабжением. Например, в Подмосковье ежедневно бурится от 50 до 200 скважин разной глубины. По разным причинам (незнанию, например), подавляющее большинство скважин эксплуатируется без соблюдения правил пользования такими источниками воды. Это приводит к быстрому локальному загрязнению подземных вод этого региона.

## Определение уровня загрязнения
На загрязнения могут указывать такие признаки, как мёртвая рыба, но есть и более сложные методы его обнаружения. Загрязнение пресной воды измеряется по не менее чем 15 показателям, в итоге вода относится к одному из классов загрязнённости. Один из показателей — биологическое потребление кислорода (БПК) — удельное количество кислорода, потребляемое водными организмами для окисления примесей за определённое время (мг O2/дм3). Этот показатель позволяет оценить степень загрязнения воды биоразлагаемыми органическими соединениями.

## Тяжёлые металлы
Свинец встречается в пресной воде в растворённом виде. Один из источников свинцового загрязнения — рыболовные грузила, которые постоянно выбрасывают при запутывании лески. От свинца сильно страдают лебеди, проглатывающие грузила вместе с водорослями. Он остаётся в желудке птиц, постепенно растворяясь и вызывая их смерть. «Сломанная шея» (когда мышцы не могут держать длинную шею птицы, и в результате она медленно умирает от голода) является признаком свинцового отравления. Другой тяжёлый металл, кадмий, проникает в пресноводную среду, поражает рыб, а через них попадает в организм человека.

## Законодательство
Законы — действенное средство предотвращения загрязнения, но добиться их соблюдения трудно. Поэтому новая международная инициатива — «платит сторона, виновная в загрязнении» — идеальна по сути, но редко даёт плоды. Всемирная организация здравоохранения (ВОЗ) опубликовала рекомендации по допустимым уровням загрязнения. Например, содержание кадмия в воде не должно превышать 0,003 мг/л.
Англия, вероятно, первой в мире приняла закон о загрязнении рек, поскольку ещё в 1197 году король Ричард I Львиное Сердце подписал хартию о реке Темзе.
Сегодня Европейское Сообщество издаёт директивы о качестве воды, но правительства европейских стран не спешат выполнять эти требования. Так, в 1992 году 9 из 12 стран — членов ЕС превысили уровень содержания нитратов в своих водоёмах. По новому законодательству, от всех членов ЕС требовалось к 2002 году создать специальные очистные станции для обработки воды для городского и промышленного потребления, чтобы предотвратить загрязнение рек. В большинстве стран эта работа выполнена.

### В российском законодательстве
Загрязнение вод — в законодательстве Российской Федерации расценивается как экологическое преступление, объективную основу которого составляют загрязнение, засорение, истощение поверхностных вод, подземных вод, источников питьевого водоснабжения, а также другие изменения их свойств, в ходе которых был причинён существенный вред животному или растительному миру, рыбным запасам, лесному или сельскому хозяйству.
В зависимости от тяжести последствий загрязнение вод может рассматриваться как административное или уголовное правонарушение.

### Статьи
- Виды загрязнений воды и их влияние на здоровье.
- Загрязнение питьевой воды. Виды примесей
- Гигиеническая оценка влияния питьевой воды на здоровье
- Питьевая вода может содержать лекарства и гормоны Архивная копия от 8 октября 2014 на Wayback Machine
- Новосад Елена Вячеславовна. Загрязнение Волги в период становления нефтяной промышленности в России. (по материалам «Вестника рыбопромышленности»).. — Вопросы истории естествознания и техники / Институт истории естествознания и техники им. С. И. Вавилова РАН (Москва); 13940. — Москва: Наука, 2006 — С. 61 — 72. —  Архивная копия от 13 августа 2017 на Wayback Machine, текст читать:  Архивная копия от 28 октября 2011 на Wayback Machine

### Международные соглашения
- Конвенция по охране и использованию трансграничных водотоков и международных озёр
- Протокол по проблемам воды и здоровья
- Протокол о гражданской ответственности и компенсации за ущерб, причинённый трансграничным воздействием промышленных аварий на трансграничные воды
- Соглашение между Правительством Украины и Правительством России о совместном использовании и охране трансграничных водных объектов